# Metrosideros polymorpha
Metrosideros polymorpha (Gaudich., 1830) è una pianta appartenente alla famiglia delle Myrtaceae, endemica delle isole Hawaii, dove è conosciuta come ʻŌhiʻa, o più precisamente ʻŌhiʻa Lehua, che è anche il nome del suo fiore, simbolo delle Hawaii.

## Descrizione
L' ōhiʻa lehua ( Metrosideros polymorpha) è una specie di albero sempreverde in fiore nella famiglia delle Myrtaceae, endemica delle sei più grandi isole delle Hawaii, che cresce principalmente sulle pendici dei vulcani.
È un albero alto 20–25 m in situazioni favorevoli e molto più piccolo quando cresce in terreni paludosi. Produce una brillante infiorescenza, costituita da una massa di stami, che può variare dal rosso fuoco al giallo. Il suo legno ha proprietà ignifughe, che gli permettono di sopravvivere nelle zone vulcaniche.

## Tassonomia
Di M. polymorpha sono accettate otto diverse varietà:
- Metrosideros polymorpha var. dieteri J.W.Dawson & Stemmerm.[5]
- Metrosideros polymorpha var. glaberrima (H.Lév.) H.St.John[6]
- Metrosideros polymorpha var. imbricata (Rock) H.St.John[7]
- Metrosideros polymorpha var. macrophylla (Rock) H.St.John[8]
- Metrosideros polymorpha var. newellii (Rock) H.St.John[9]
- Metrosideros polymorpha var. polymorpha[10], ovvero la varietà nominale.
- Metrosideros polymorpha var. pseudorugosa Skottsb.[11]
- Metrosideros polymorpha var. pumila (A.Heller) Skottsb.[12]

## Cultura popolare

### Leggenda
Si narra che la dea del fuoco Pele trasformò il bel guerriero 'Oli'a in una pianta dopo essere stata rifiutata da questi per amore dell'umana Lehua.
Passò del tempo, ma le lacrime di dolore della ragazza per la perdita del suo amato non avevano fine. Commossa dal fatto, Pele concesse ai due amanti di ricongiungersi trasformando Lehua nel fiore della pianta da lei creata.
Il fiore divenne rosso e abbelli di tanto la pianta dell'oli'a che la dea ne ricoprì tutta la sua dimora, il vulcano.

### Credenze
Nelle isole Hawaii, l'albero dell'ōhiʻa lehua e le foreste che forma sono sacre a Pele ed a Laka, la dea dell'hula.
I polinesiani credono che cogliere un fiore di lehua sia di cattivo auspicio, si dice causi piogge con conseguenze tragiche.

## Galleria d'immagini

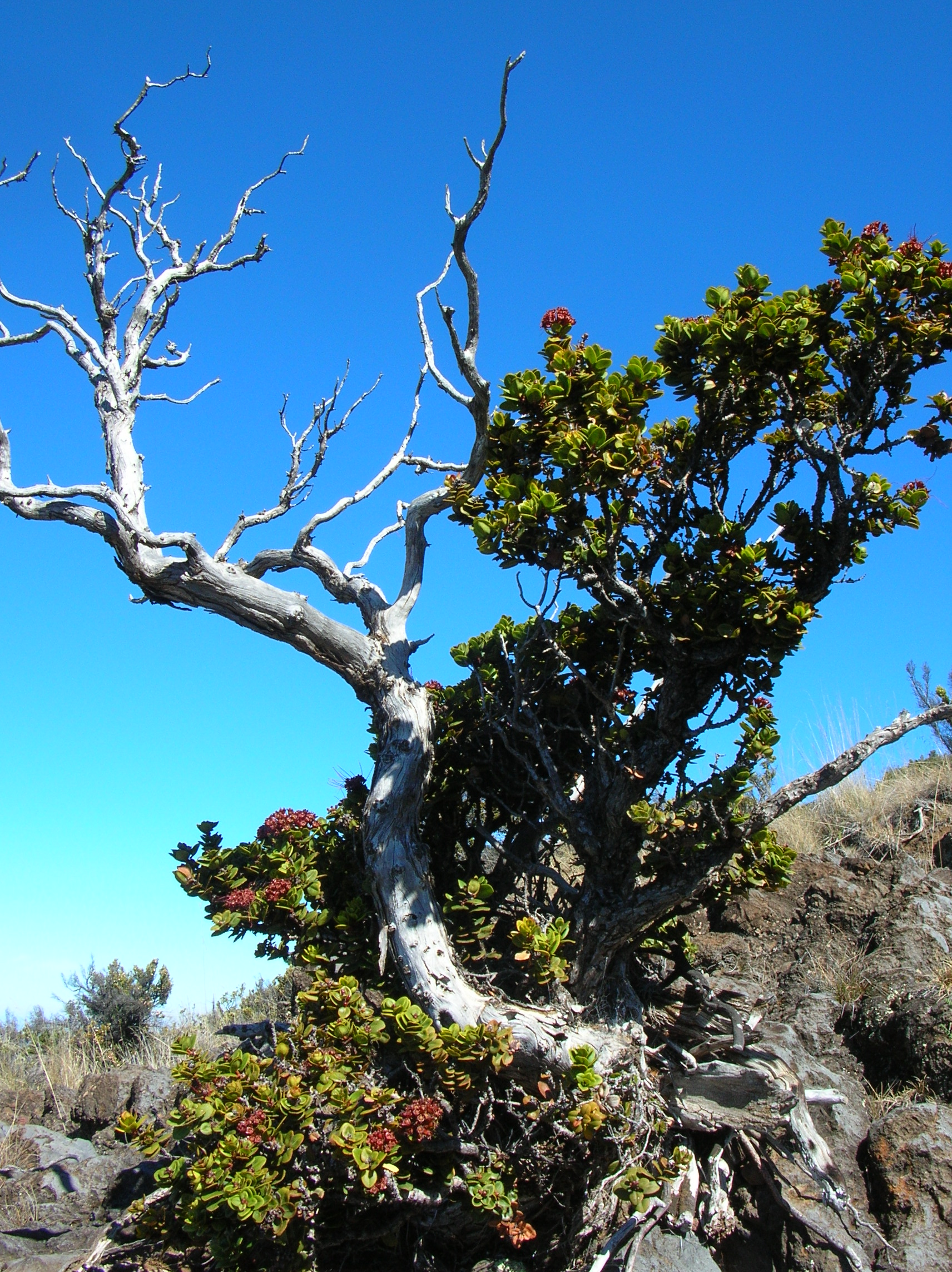
Albero di Metrosideros polymorpha, detto ʻOhiʻa o Ohi'a Lehua in hawaiiano.
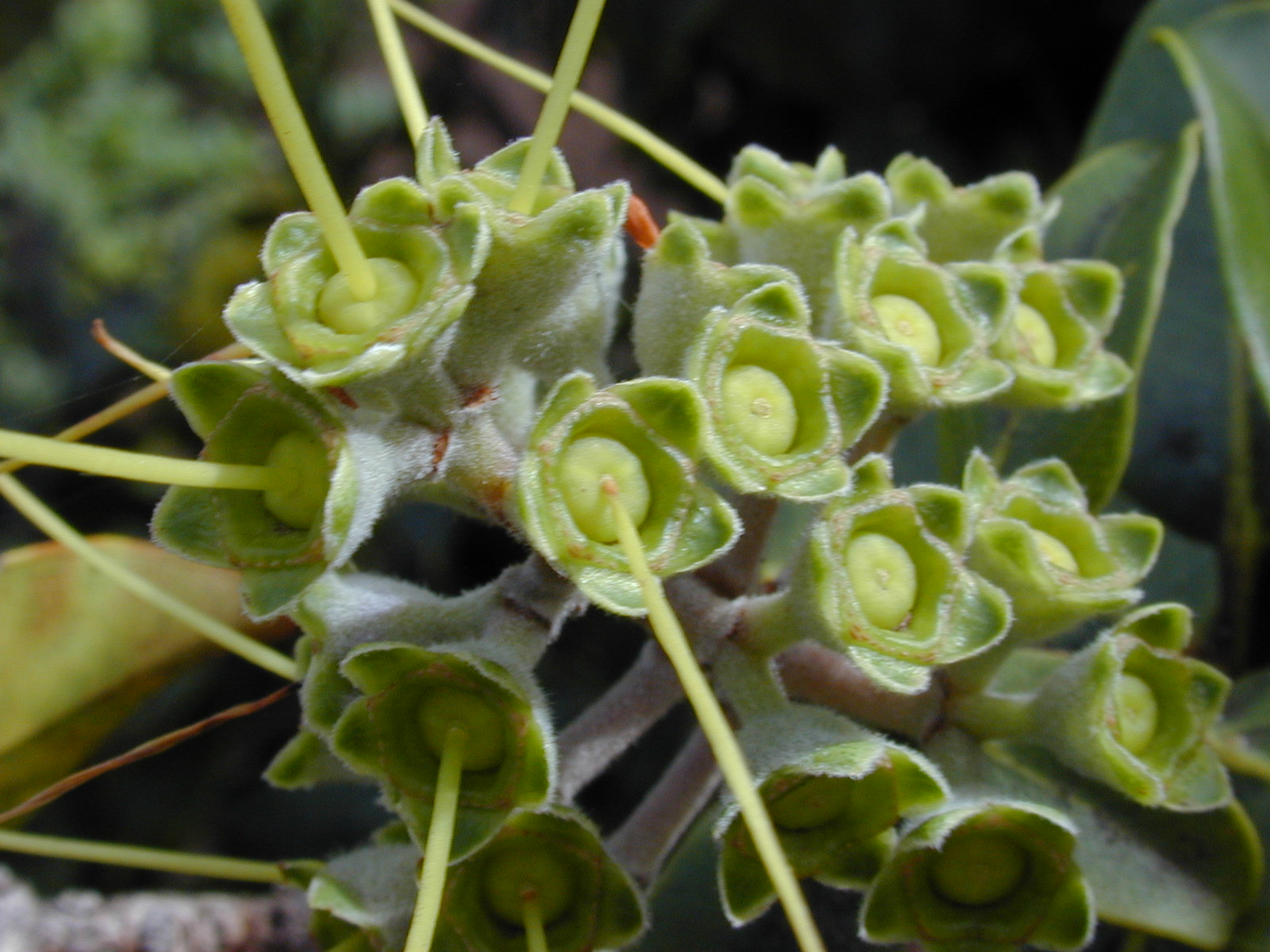
I fiori della pianta senza petali colorati detti Makawao-Maui in hawaiiano.
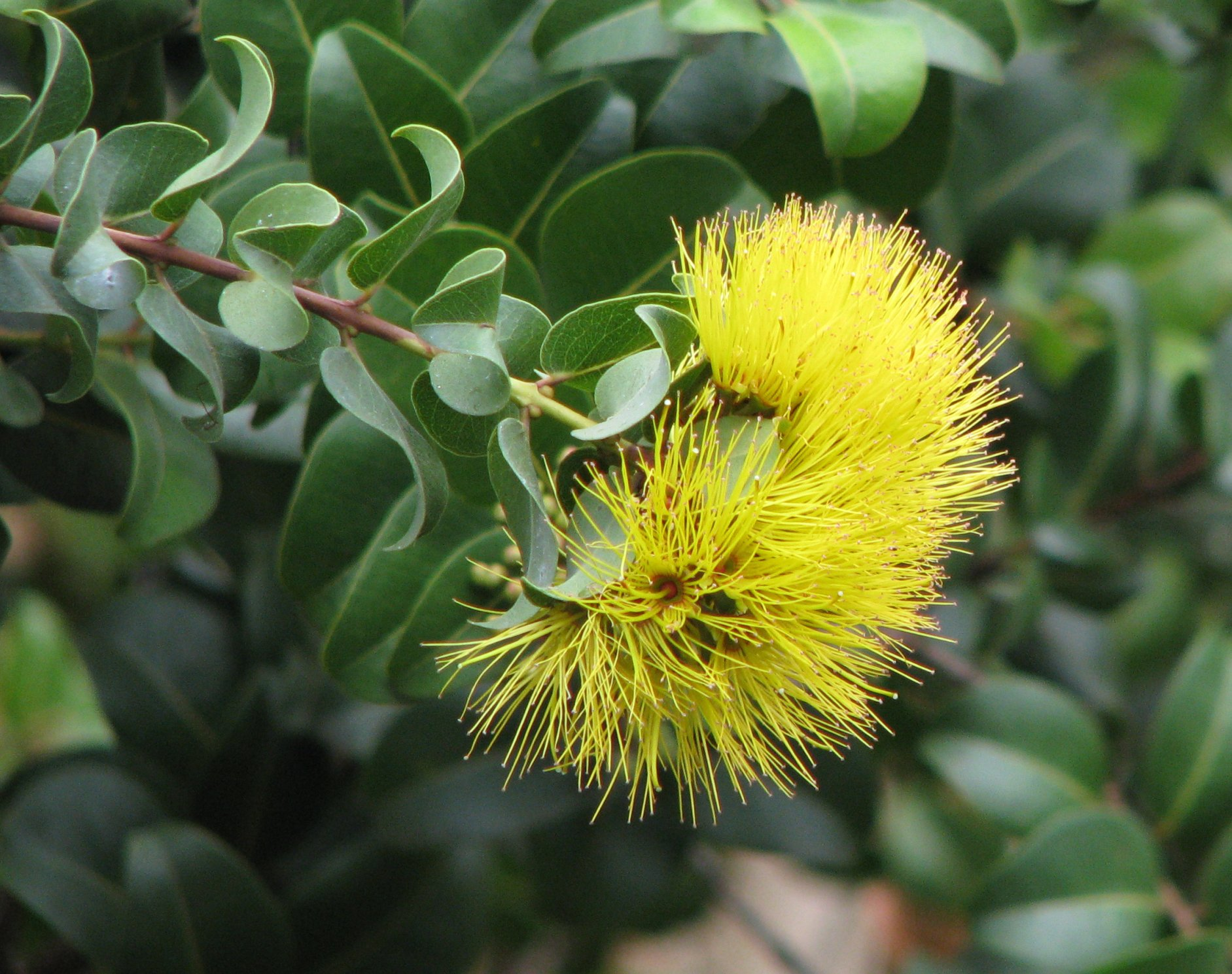
Fiore a petali gialli variante di quello a petali rossi, detto Lehua in hawaiiano.
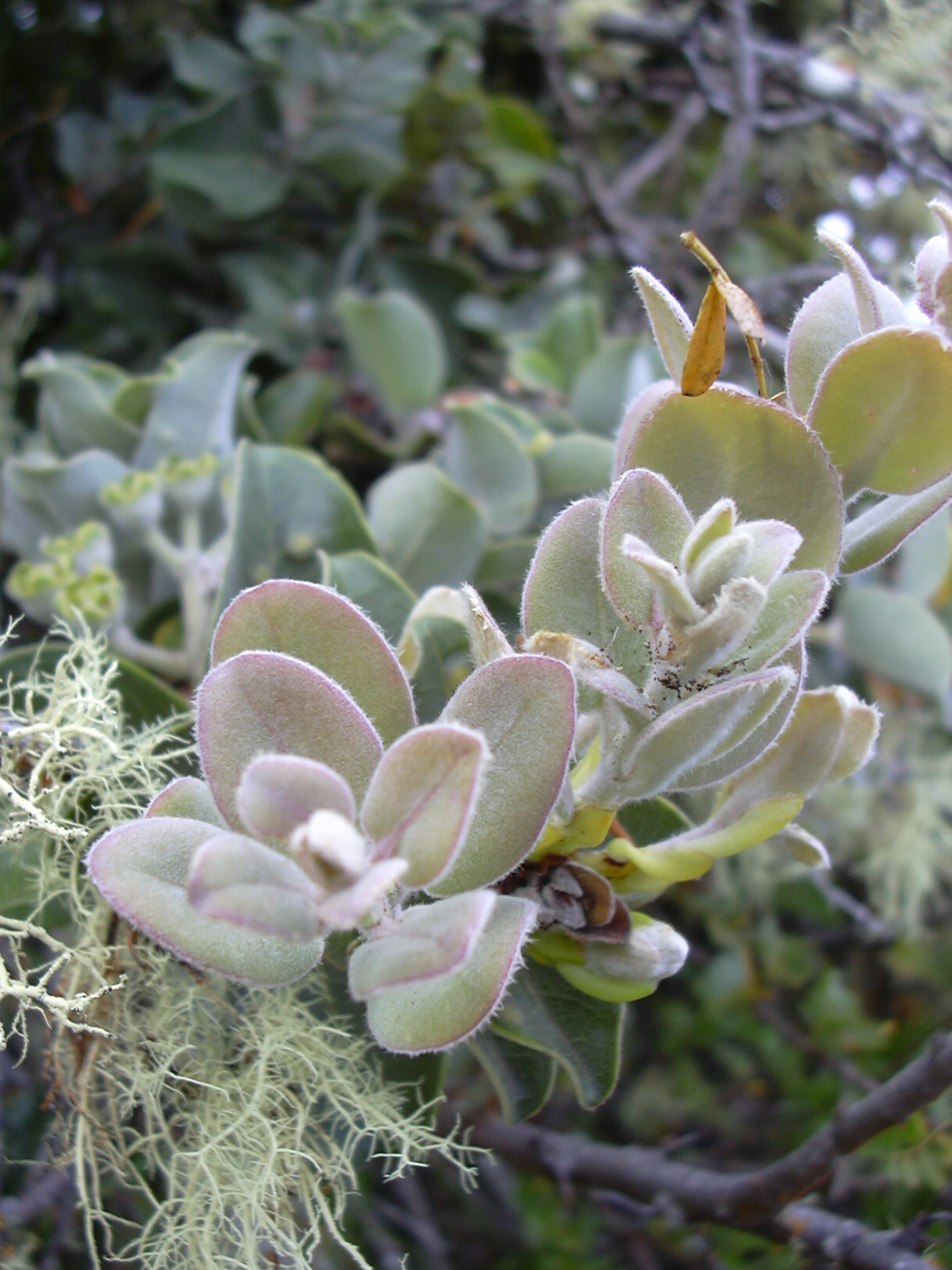
Le foglie della pianta dette Auwahi-Maui in hawaiiano.
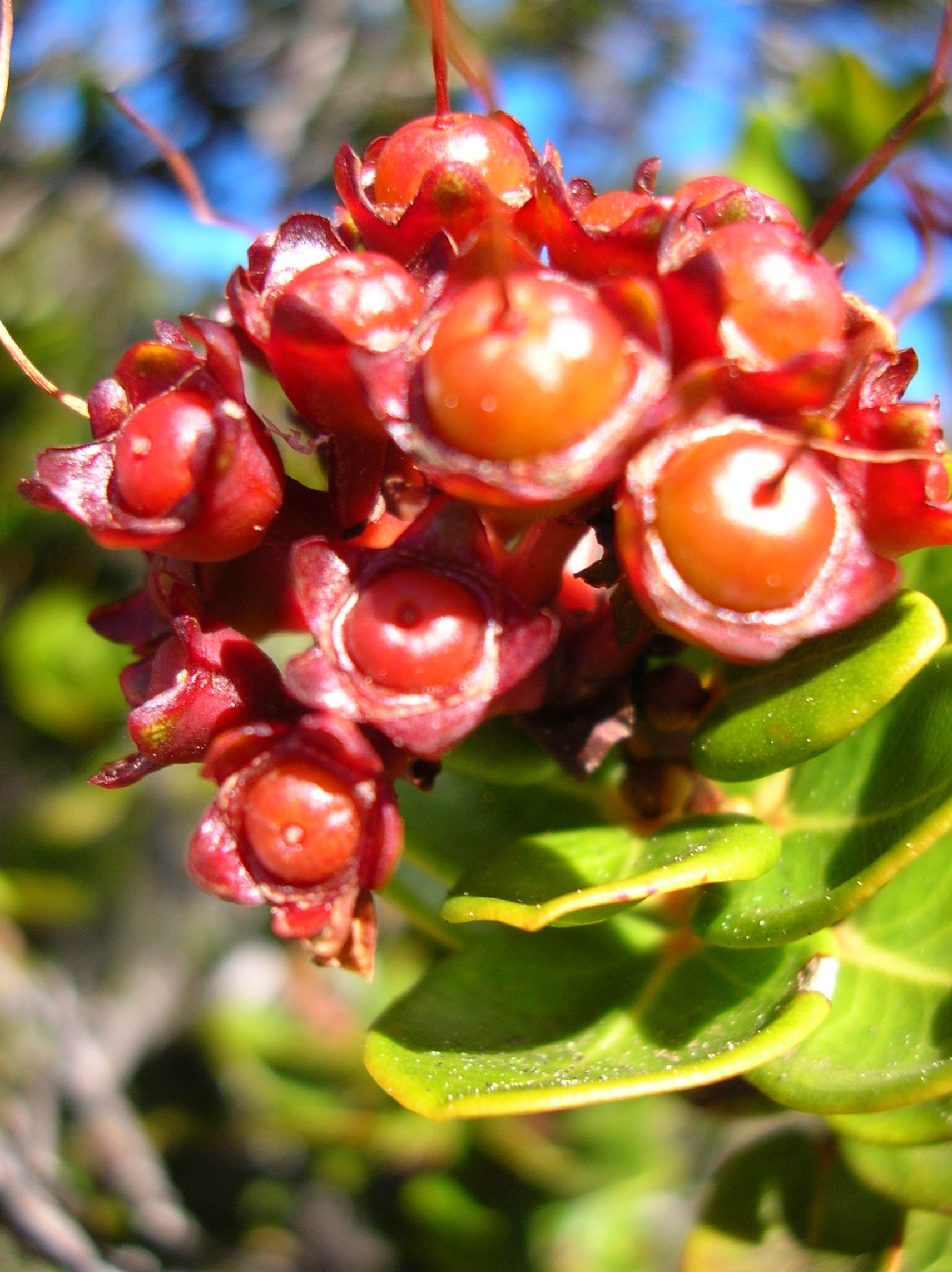
I frutti della pianta detti Polipoli-Maui in hawaiiano.